# Герега Галина Федорівна
Гере́га Гали́на Фе́дорівна (нар. 9 серпня 1959, Глинець Яворівського району Львівської області) — українська політична діячка, заступниця міського голови і секретарка Київради з 20 квітня 2011 по 5 червня 2014 року.
12 липня 2012 — 5 червня 2014 року виконувала обов'язки Київського міського голови, здійснювала повноваження Київського міського голови, у зв'язку з ухваленням Київською міською радою рішення про відставку міського голови Леоніда Черновецького (відповідно до його заяви 1 червня 2012 року).
Депутатка Київради від фракції «Громадський актив Києва» V та VI скликань. Разом із чоловіком володіє мережею будівельних гіпермаркетів «Епіцентр».

## Життєпис
Народилась 9 серпня 1959 року в селі Глинець Яворівського району Львівської області.

### Освіта
- 1974—1978 — Львівський кооперативний технікум;
- 1978—1983 — Київський торгово-економічний інститут, технологічний факультет, закінчила з відзнакою.
- Кандидатка економічних наук. Кандидатська дисертація «Економічна ефективність функціонування торговельних комплексів» (2015)[4].

### Кар'єра та бізнес
- 1983—1988 — майстер виробничого навчання в системі професійно-технічної освіти.
- 1988—1993  — старша інженерка-технологиня «Об'єднання 906» при Вищій Партійній школі.
- 1994—1998  — заступниця директора підприємства «Глибочиця».
- 1998—2003 — фінансова директорка ТОВ «Цермет АГС».
- З 2003 року — фінансова директорка мережі будівельних гіпермаркетів ТОВ «Епіцентр-К».
- 2011  — Галина та Олександр Гереги посіли 27 сходинку в рейтингу найбагатших людей України за версією журналу «Фокус» зі статками в 890,8 млн $[5]. В аналогічному рейтингу за 2010 рік Гереги обіймали 26 сходинку зі статками 395,4 млн $[6]. Олександр Герега у парламенті був членом Партії регіонів (2012—2014). 16 січня 2014 року голосував за «диктаторські» закони.[7]

### Політична та громадська діяльність
2006 року отримала мандат депутатки Київради, фракція «Громадський актив Києва». Депутат Київради V і VI скликань. Секретарка постійної комісії Київради з питань торгівлі підприємництва, громадського харчування та послуг. 8 липня 2010 року проголосувала за перейменування більшої частини вулиці Івана Мазепи на Лаврську. Це рішення мало резонанс у суспільстві і викликало протести мешканців та низки громадських організацій.
20 квітня 2011 року обрана на посаду секретарки Київради. За це проголосували 89 зі 120 депутатів, її кандидатуру вніс мер Києва Леонід Черновецький.
2012 року балотувалася до ВРУ за 215 округом (Київ, Троєщина), перемогу здобув кандидат від ВО «Свобода» Андрій Іллєнко. Підрахунок протоколів з дільничих виборчих комісій (ДВК) в окружній виборчій комісії (ОВК) був розцінений деякими представниками ЗМІ та опозиції як фальсифікація виборів на користь Гереги. Зокрема, за первісним протоколом однієї з ДВК, за кількістю голосів Іллєнко випереджував Герегу, але в уточненому протоколі цифри за цих кандидатів переставили місцями. Перерахунок голосів по дільниці підтвердив вірність первісного протоколу і загальну перемогу Іллєнка в окрузі.
Представник Гереги Петро Ковтун заявив, що прихильники Іллєнка здійснювали фізичний і моральний тиск на членів ОВК, і запропонував перерахувати бюлетені на 79 дільницях. Про тиск заявили деякі члени ОВК, зокрема секретар комісії Віра Паламар[джерело?]. Галина Герега програш не визнала, заявивши, що опоненти використовували тиск на членів ОВК та брудні технології.
З 2014 року — голова Українського інституту дослідження екстремізму.

## Критика
У січні 2014-го у Львові, а в лютому і в Дніпрі активісти проводили бойкот магазинів «Епіцентр», що належали Галині Герезі та її чоловіку.
2018 стало відомо, що Галина та Олександр Гереги продовжили вести бізнес в тимчасово окупованому Криму, відкривши для цього компанію в Московській області й переоформивши магазини Нова лінія з новою назвою «Новацентр». Олександр запевняв, що це неправда, пояснюючи, що його компанія вирішила не продавати приміщення, де розташовано магазини.
Член Ради з питань підтримки підприємництва — консультативно-дорадчого органу при Президентові України (з 27 червня 2025).

## Меценатство
- 2008 року в Городку Хмельницької області було побудовано спортивний клуб «Епіцентр»[27].
- Галина зробила ремонт у школі-інтернаті № 26 для дітей із вадами розумового розвитку в Києві[28].
- 2016 року «Епіцентр» забезпечив будматеріалами та оргтехнікою побудову шкільної медіатеки в с. Балабине Запорізької області для дітей із вадами розвитку. Участь у відкритті разом із Мариною Порошенко брала і Галина Герега.[29]

## Родина
- Чоловік — Олександр Герега
- Має сина.

## Відзнаки
- Орден «За заслуги» I ст. (22 січня 2014) — З нагоди Дня Соборності та Свободи України[30].
- Орден «За заслуги» II ст. (5 липня 2012) — За значний особистий внесок у підготовку і проведення в Україні фінальної частини чемпіонату Європи 2012 року з футболу, успішну реалізацію інфраструктурних проектів, забезпечення правопорядку і громадської безпеки під час турніру, піднесення міжнародного авторитету Української держави, високий професіоналізм[31].
- Орден «За заслуги» III ст. (2 вересня 2009) — за вагомий особистий внесок у розвиток підприємництва та ринкової інфраструктури в Україні, значні досягнення у професійній діяльності та з нагоди Дня підприємця[32].
- Орденом 1025-річчя хрещення Київської Русі (9 вересня 2013) — За допомогу в підготовці та проведенні 1025-ї річниці Хрещення Київської Русі[33].
- Лауреат Всеукраїнської премії «Жінка III тисячоліття» в номінації «Рейтинг» (2008).
- Медаль «Івана Мазепи» — за визначну благодійну діяльність (2019)[34].

## Власність
- Мережа гіпермаркетів «Нова лінія».
- Мережа гіпермаркетів «Епіцентр».